# بارينغتون إرفينغ
بارينغتون إرفينغ (بالإنجليزية: Barrington Irving)‏ هو طيار أمريكي، ولد في 11 نوفمبر 1983 في كينغستون في جامايكا.